# Svarttjärnen (Los socken, Hälsingland, 685347-145293)
Svarttjärnen är en sjö i Ljusdals kommun i Hälsingland och ingår i Ljusnans huvudavrinningsområde.